# Aléxandros Terzián
Aléxandros Terzián (Grecia, 24 de junio de 1968) es un atleta griego retirado especializado en la prueba de 60 m, en la que consiguió ser subcampeón europeo en pista cubierta en 1994.

## Carrera deportiva
En el Campeonato Europeo de Atletismo en Pista Cubierta de 1994 ganó la medalla de plata en los 60 metros, con un tiempo de 6.51 segundos, tras el británico Colin Jackson (oro con 6.49 segundos) y por delante de otro británico Michael Rosswess.